# Monóxido de enxofre
Monóxido de enxofre é um composto inorgânico com a fórmula SO. Ele é encontrado apenas na forma gasosa diluída. Quando concentrado ou condensado, ele se converte em dióxido de dienxofre ({\displaystyle S_{2}O_{2}}). Foi detectado no espaço, mas raramente é encontrado intacto de outra forma.